# Dingyuan, Anhui
Dingyuan, tidigare romaniserat Tingyüan, är ett härad i staden Chuzhou i provinsen Anhui i östra Kina.
Häradet är indelat i 16 köpingar och sex socknar (varav en etnisk minoritetssocken).
Köpingar (zhen):

- Cang (仓镇)
- Chihe (池河镇)
- Daqiao (大桥镇)
- Dingcheng (定城镇)
- Jiangji (蒋集镇)
- Jiepaiji (界牌集镇)
- Lianjiang (连江镇)
- Luqiao (炉桥镇)
- Outang (藕塘镇)
- Sangjian (桑涧镇)
- Sanheji (三和集镇)
- Wuwei (吴圩镇)
- Xisadian (西卅店镇)
- Yongkang (永康镇)
- Zhangqiao (张桥镇)
- Zhuwan (朱湾镇)

Socknar (xiang):

- Fangang (范岗乡)
- Fuxiao (拂晓乡)
- Nengren (能仁乡)
- Qilitang (七里塘乡)
- Yanqiao (严桥乡)

Etnisk minoritetssocken (zu xiang):
- Erlong (二龙回族乡) (för huifolket)